# Prasa na ziemiach polskich w latach 1815–1830
Prasa na ziemiach polskich w latach 1815–1830

## Prasa w Królestwie Polskim
Art. 16 Konstytucji Królestwa Polskiego z 27 listopada 1815 r. gwarantował wolność druku, nie istniała cenzura prewencyjna, choć dopuszczano taką możliwość, prasa nie mogła jedynie publikować tekstów atakujących władzę państwową, zasad moralności i religii oraz uwłaczających cudzej czci.
Przeciwny konstytucyjnym swobodom Polaków, rosyjski komisarz Nikołaj Nowosilcow informował Petersburg o rewolucyjnych zamysłach Polaków, dzięki rozbudowanej sieci tajnej policji. Pretekstem do zawieszenia zasad wolności słowa było wygwizdanie pewnej aktorki, o której w swojej publikacji Marian Brandys napisał, że zyskała względy Konstantego „zaletami natury poza aktorskiej”. Konstanty wydał dekret zakazujący ubliżać aktorom, a po krytyce w „Gazecie Codziennej Narodowej i Obcej”, gen. Józef Zajączek wydał sprzeczny z konstytucją dekret o objęciu rygorami cenzury prewencyjnej wszystkich gazet i pism periodycznych. Cenzura ta trwała do końca Królestwa.

### Prasa informacyjna
Mimo tych ograniczeń  w krótkim okresie lat 1815-30 na terenie Królestwa ukazywało się 2/3 wszystkich gazet i czasopism wydawanych wówczas na polskich ziemiach przedrozbiorowych. Około 1650 tytułów o nakładzie, który w tym okresie wzrósł ze 140 tys. do 2 mln egz. W latach Królestwa ukazywały się w Warszawie dwie gazety informacyjne: Gazeta Warszawska oraz Gazeta Korespondenta Warszawskiego, od 1818 z tygodniowym dodatkiem literackim Rozmaitości. Pod koniec lat 20. obie były już dziennikami, drogimi, ostrożną informację dominowały ogłoszenia, mocną stroną były recenzje teatralne podpisywane przez słynnych Iksów (Niemcewicz, Koźmian i in.)
W 1818 ukazała się Gazeta Codzienna Narodowa i Obca nawiązująca tytułem do wielkiej poprzedniczki sprzed 26 lat, tania, wychodziła 6 razy w tygodniu, wyróżniała się atrakcyjną grafiką i odważną publicystyką. Wydawca i redaktorem był Bruno Kiciński. Kres gazety nastąpił po incydencie z ulubioną aktorką Księcia Konstantego.
Kiciński rozpoczął wydawanie Kroniki Drugiej Połowy roku 1819, po 7 numerach przekształcił tytuł w Orła Białego (3 razy w tygodniu, niewielki format, jednoszpaltowy układ, podobny do druku zwartego). Głosił idee demokratyczne, wolność słowa; w wyniku utarczek z cenzurą zamknięto ją po roku. W 1821 założył Kurier Warszawski, w 1847 tytuł kupił Ludwik Adam Dmuszewski, aktor i dramatopisarz. Kurier… przetrwał na rynku niemal 120 lat, był to jeden z popularniejszych dzienników, najtańszy, pisany prostym językiem, zawierający krótkie teksty bulwarowej treści. Pisano o nim, że „tysiące ludzi nauczył czytać”, rekordowy nakład wyniósł 2 tys. egz.
Kiciński jest uważany za twórcę pierwszego koncernu prasowego, wydającego cały wachlarz różnorodnych tytułów, przyczynił się do rozwoju warszawskiej prasy literackiej i politycznej.
Pomyślna koniunktura Warszawy zwiększała zapotrzebowanie na prasę informacyjną. Bank Polski wydawał od 1830 Wiadomości Handlowe 3 razy w tygodniu. Gazetę swoją uzyskała mniejszość żydowska Dostrzegacz nadwiślański – Der Beobachter an der Weichesel, przez pewien czas ukazywała się prasa niemieckojęzyczna. Swój tytuł po raz pierwszy miał także rząd - finansował Monitor Warszawski (wyd. przez Komisję Wyznań i Oświecenia, nie zyskał uznania czytelników), potem Dziennik Powszechny Krajowy (stał się nieformalnym organem literackiej młodzieży Warszawy, pod wpływami prądów romantycznych).
W 1826 ukazała się Gazeta Polska – tygodnik, mały nakład, znakomite nazwiska (Tomasz Gębka, Ksawery Bronikowski, Maurycy Mochnacki, Jan N. Janowski), wysoki poziom. Twórcy Gazety… zaczęli wydawać Kurier Polski w 1829 – świetna krytyka literacka.

### Periodyki
Sukcesowi prasy informacyjnej, nie sprostały tygodniki społeczno-kulturalne i literackie, najwyżej kilkuset egzemplarzy, szybko padały. Wyjątkiem Pamiętnik warszawski, czyli dziennik nauk i umiejętności (1815-25), red. Feliks Bentkowski pozyskał literatów Królestwa i uczonych z kręgu UW, przedruki z pism europejskich.
Kiciński przez 2 lata wydawał popularny literacki magazyn Tygodnik Polski i Zagraniczny, kontynuacją byłą Wanda (dla kobiet).
Rekordowe nakłady, do 2,5 tys. egzemplarzy, uzyskał miesięcznik Piast, czyli pamiętnik technologiczny obejmujący przepisy dla gospodarstwa domowego i wiejskiego, ogrodnictwa, sztuk pięknych i rzemiosł – dla bogatego ziemiaństwa. Upadł z chwilą wybuchu powstania listopadowego.
Poza tym Tygodnik Muzyczny (1820-21, K. Krupiński), Gazeta Literacka (1821-22), Biblioteka Polska (1825-26, F. Dmochowski), Dziennik warszawski (1825-29, literacko-historyczny)
Mimo wysokiego poziomu merytorycznego, były nieatrakcyjne edytorsko, bibulasty papier, książkowa technika druku, rzadkie ilustracje.

## Prasa na ziemiach zabranych
Na ziemiach zabranych liczącym się, dzięki uniwersytetowi, ośrodkiem prasowym było Wilno. Obok gazety infromac. Kurier Litewski ukazywał się miesięcznik literacki i naukowy Dziennik Wileński. W latach 1815–22 dzięki Joachimowi Lelewelowi wychodził „Tygodnik Wileński”, nasycony historią (wydrukował pierwszy wiersz Adama Mickiewicza). Popularnością cieszyły się „Wiadomości Brukowe” – dzieło literatów z kręgu Towarzystwa Szubrawców (Kazimierz Kontrym, Jerzy Śniadecki), ironiczna konwencja, piętnowali przywary społ, relikty feudalizmu.

## Galicja
Gazeta Krakowska 1796-1849, 6 razy w tygodniu, Konstanty Majenarowski
Gazeta Lwowska 1811, publicystyczno-informacyjna

## Wielkie Księstwo Poznańskie
Najsłabszy ośrodek prasowy, 1815 Gazeta Wielkiego Księstwa Poznańskiego